# Uzunziyaret, Siverek
Uzunziyaret là một xã thuộc huyện Siverek, tỉnh Şanlıurfa, Thổ Nhĩ Kỳ. Dân số thời điểm năm 2011 là 2.583 người.